# Astrolove
Astrolove è un programma televisivo che fa parte del palinsesto di Real Time dal 2013 al 2014. La prima puntata del programma è andata in onda il 26 ottobre 2013. 
A condurre lo show c'è Antonio Capitani, noto astrologo italiano, che collabora con Vanity Fair.

## Struttura del programma
In ogni puntata dello show, Antonio Capitani ospiterà nel suo salotto i volti di Real Time per valutarne le potenziali affinità in vista del futuro. Saranno ospiti di questa prima stagione del programma Barbara Gulienetti, Renato Ardovino e suo nipote Angelo, Paola Marella, Sebastiano Rovida, Roberto Ruspoli, Andrea Spera, Csaba della Zorza, Enzo Miccio, Carla Gozzi. Saranno presenti anche personaggi non legati a Real Time come Chef Rubio, il rugbista  Mirco Bergamasco e La Pina.
Ogni ospite fornirà tutti i dati per l'elaborazione del loro quadro astrale, inoltre gli verrà sottoposto un test per conoscerne meglio il carattere e fornire suggerimenti sui segni con cui tentare l'approccio sentimentale o lavorativo. Antonio Capitani offrirà anche consigli al pubblico a casa, dando un quadro sui rapporti umani e professionali dei singoli segni.

## Stagioni
| Stagione | Puntate | Dal             | Al              |
| -------- | ------- | --------------- | --------------- |
| 1        | 12      | 26 ottobre 2013 | 12 gennaio 2014 |